# Soleo
El soleo es una técnica de tratamiento de uva para aumentar su contenido alcohólico y dulzor.

## Procedimiento
Normalmente consiste en la exposición de uva recién vendimiada al sol, en climas secos. Puede producir o no pasificado.

## Uso
Es una técnica muy extendida en el Mediterráneo y Andalucía, produciendo vinos como el moscatel y el Pedro Ximénez.